# マルチェッロ・ヴェヌスティ
マルチェッロ・ヴェヌスティ（Marcello Venusti、 1512年ころ - 1579年10月15日） はイタリアのマニエリスムの画家である。16世紀の中頃にローマで活動した。 

## 略歴
イタリア北部、ロンバルディアのマッツォ・ディ・ヴァルテッリーナで生まれた。裕福な家に生まれ、一族には高位の聖職者や医師、公証人がいて、一族の画家フランチェスコ・ヴェヌスティ(Francesco Venusti)から絵を学んだ。ヴィンチェンツォ・デ・バルベリス(Vincenzo de Barberis: c.1490-1551)のもとで修行を続け、1531年にデ・バルベリスとマントヴァに移った。マントヴァでマニエリスムの画家、ジュリオ・ロマーノと知り合い影響を受けた。
マントヴァで活動したことで、ヴェヌスティは「Il Mantovano(マントヴァの人)」の仇名で呼ばれることになった。1533年から1534年はジェノヴァで働いていたペリーノ・デル・ヴァーガ(Perino del Vaga: 1501–1547)のもとで働き、デル・ヴァーガからも影響を受けた。ローマに戻ったデル・ヴァーガのもとに1537年の終わりに移ったと考えられる。デル・ヴァーガの工房で知り合った建築家、彫刻家のデラ・ポルタの一族の娘と結婚した。生まれた子供には尊敬するミケランジェロ(1475-1564)の名前を付けた。
ローマの教会のために多くの祭壇画を描くとともに、ミケランジェロの作品を模写したことで知られ、当時の芸術家のパトロンだった枢機卿、アレッサンドロ・ファルネーゼの注文でバチカン宮殿のフレスコ画、「最後の審判」を模写した油絵を描いたことで知られている。これはミケランジェロが存命中に描かれた。またミケランジェロの下絵で描いた作品もある。
ローマで没した。

## 作品

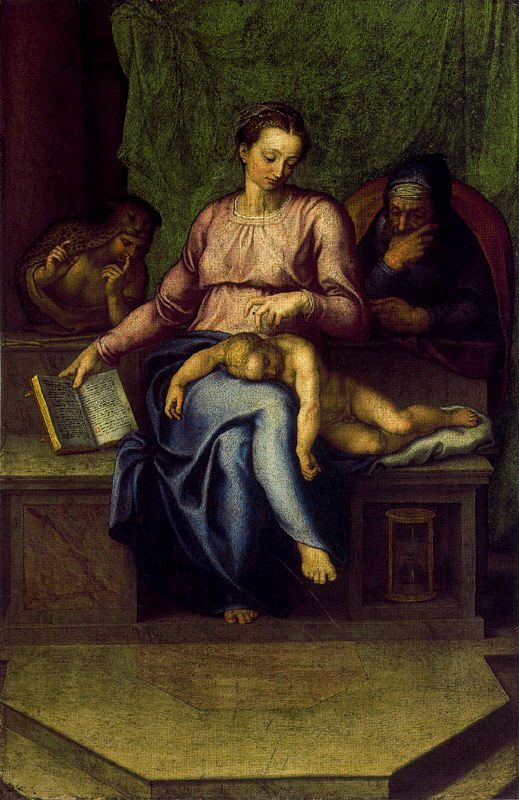
聖家族 (1565)
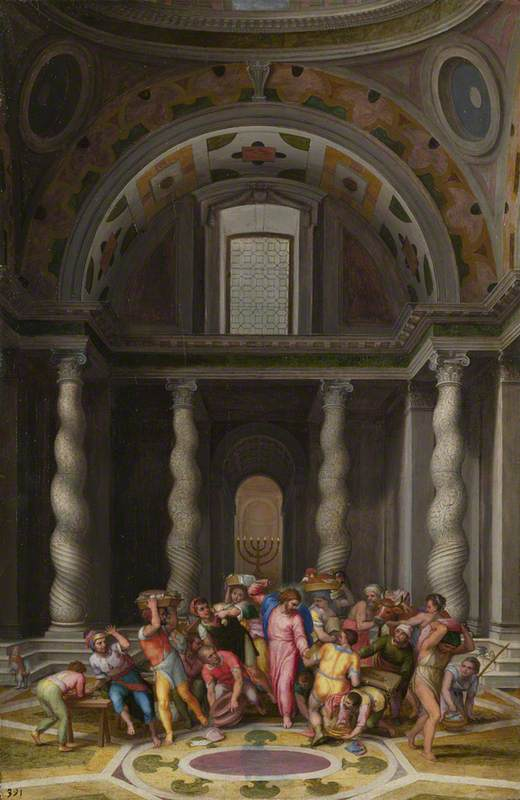
「神殿から両替人を追放するキリスト」
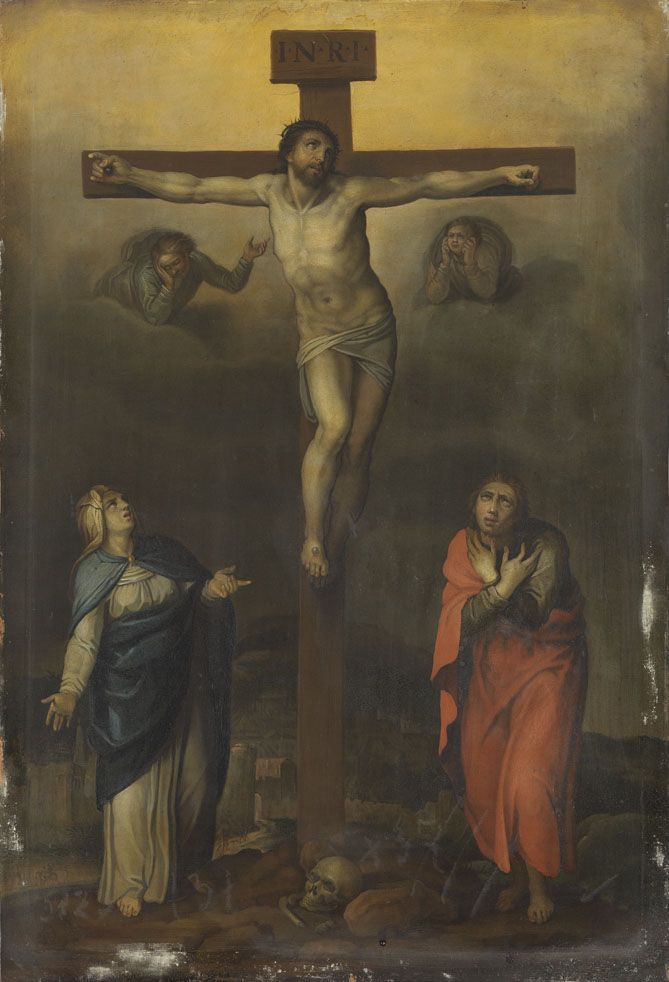
十字架のキリスト
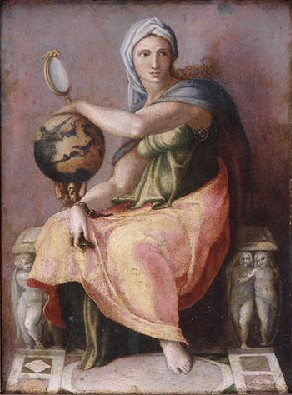
Allégorie de la Prudence et de l'Astrologie